# Niemand hört dich
Niemand Hört Dich je debutové album německé skupiny Nevada Tan. Hudební nosič vyšel dne 20. dubna 2007 a pochází z něho prozatím 3 singly.

## Seznam skladeb
1. Revolution
2. So Wie Du
3. Neustart
4. Vorbei
5. Niemand hört dich
6. Warum?
7. Wie es ist
8. Alles endet hier
9. Echo
10. Himmel hilf
11. Geht ab
12. Ein neuer Tag

## Singly
- Revolution, 2007
- Vorbei, 2007
- Neustart, 2007